# Arnshaugk

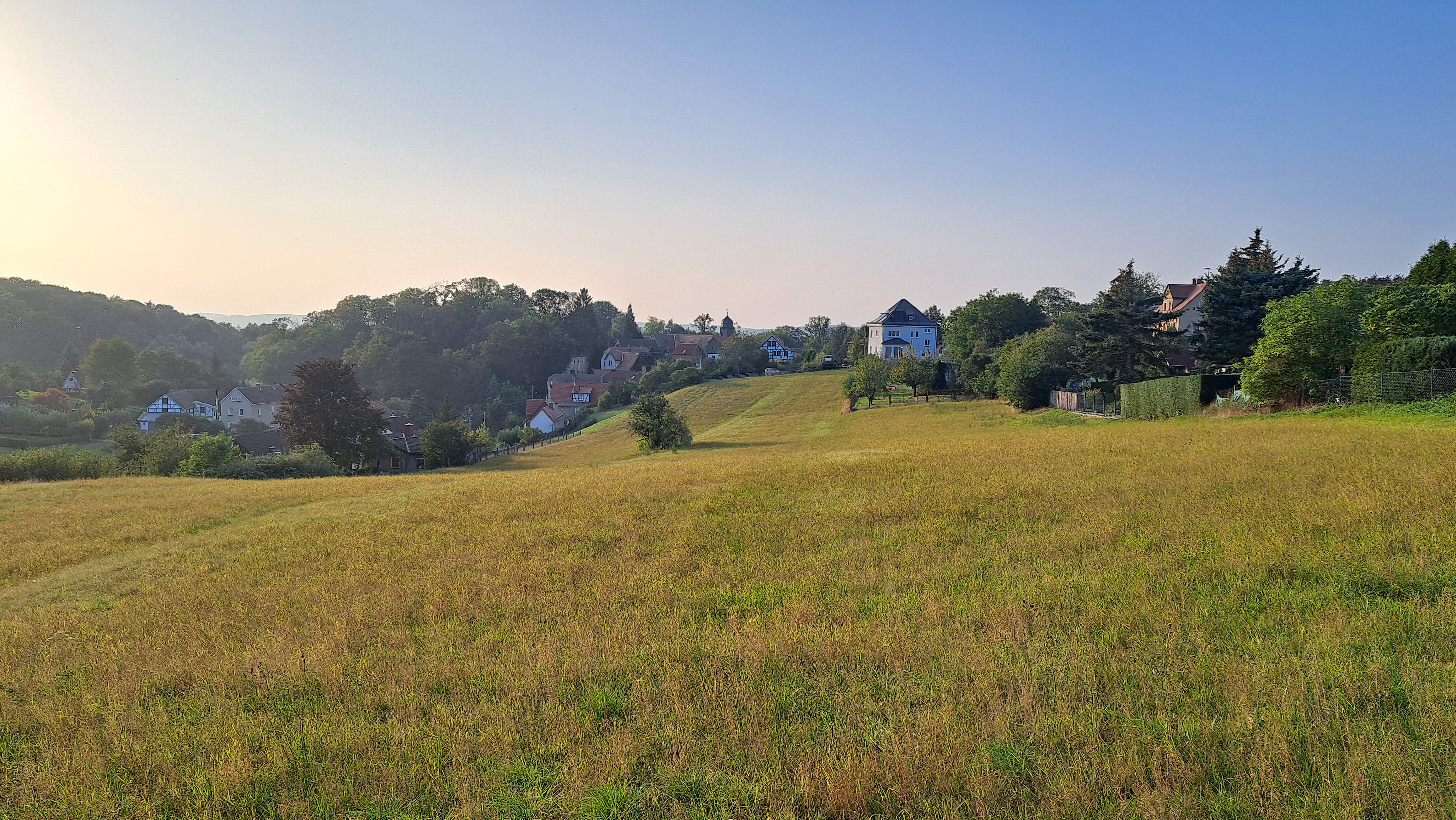
Ortsansicht Arnshaugk vom Friedhof aus gesehen

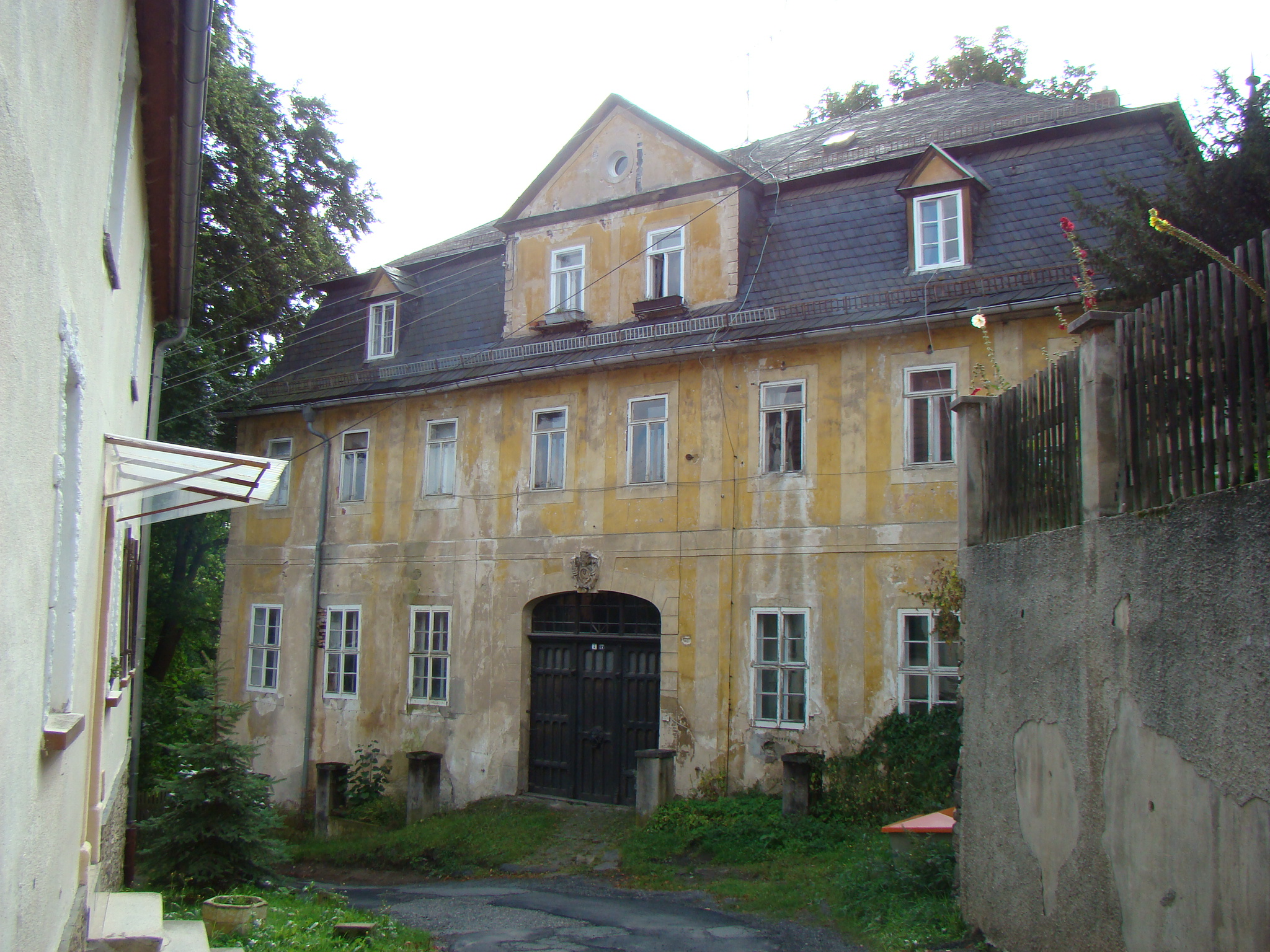
Neues Schloss

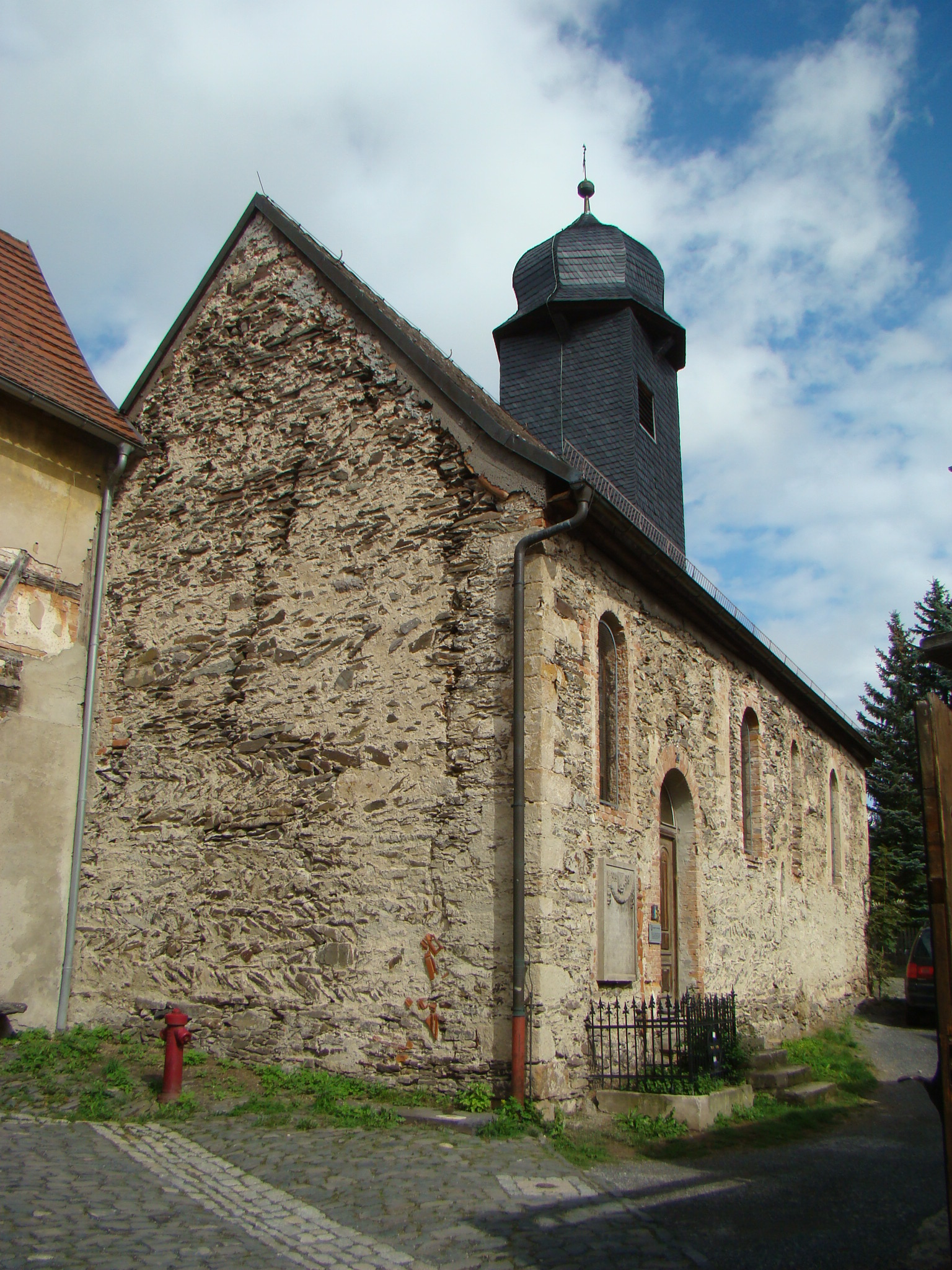
Burgkapelle Arnshaugk

Arnshaugk ist eine Ortslage von Neustadt an der Orla im thüringischen Saale-Orla-Kreis.

## Geographie
Arnshaugk liegt auf einer Anhöhe im Süden der Stadt Neustadt an der Orla in der Orlasenke. In unmittelbarer Nähe befindet sich nordöstlich das Neubaugebiet Neustadt-Süd. Südöstlich ist über einen Verbindungsweg der Ortsteil Moderwitz zu erreichen. Ebenfalls führt südlich die Bundesstraße 281 vorbei, die hier die Ortsumgehung von Neustadt an der Orla bildet.
Die Gegend um Arnshaugk ist kupiert. Südwestlich befindet sich der Buchnussberg und der im Volksmund so genannte „Totenteich“.

## Geschichte
Der Ort geht auf die mittelalterliche Burg Arnshaugk zurück, die um 1000 anstelle einer ähnlichen vorgeschichtlichen Anlage dort entstand. Die urkundliche Ersterwähnung der Siedlung war am 20. März 1252. Als Amtssitz des Amtes Arnshaugk hatte Arnshaugk bis ins ausgehende Mittelalter größere Bedeutung. Es war Verwaltungssitz des oberen Orlagaus. Unterhalb der Burg wurde zwischen 1150 und 1250 die „Neue Stadt“ („nova civitas“) Neustadt gegründet, in welche im Jahre 1802 das Amt Arnshaugk verlegt wurde.
Der Friedhof Arnshaugk befindet sich außerhalb des eigentlichen Ortskerns am Verbindungsweg nach Moderwitz.
Arnshaugk ist durch eine Bushaltestelle am Gasthaus in den Stadtverkehr Neustadt der KomBus eingebunden.

## Sehenswürdigkeiten
- Burg Arnshaugk
- Neues Schloss Arnshaugk, im 19. Jahrhundert im Besitz der Familien von Görschen (1811–1818) und von Beust (* 1822, gest. nach 1866) sowie vor 1897[5] von Ottmar von Mohl, danach von seinen Söhnen Hans von Mohl, Korvettenkapitän a. D. und Vertreter der Junkers-Werke in Südafrika, und Waldemar.[6] Heute ist es im Eigentum von Christoph von Mohl.[7]
- Die Burgkapelle in Arnshaugk wurde 1294 von Landgraf Albrecht und seiner Gattin Elisabeth von Arnshaugk gestiftet und anschließend dem Augustiner-Eremiten-Kloster in Neustadt geschenkt. Heute wird sie für Konzerte, Ausstellungen und andere kulturelle Angebote genutzt.[8]